# Eerste klasse 1961-62 (voetbal België)
Het seizoen 1961/62 van de Belgische Eerste Klasse ging van start in de zomer van 1961 en eindigde in de lente van 1962. De competitie telde 16 clubs. RSC Anderlechtois werd landskampioen. Het was de negende titel voor de club.

## Gepromoveerde teams
Deze teams waren gepromoveerd uit de Tweede Klasse voor de start van het seizoen:
- KFC Diest (kampioen in Tweede)
- RCS Brugeois (tweede in Tweede)

## Degraderende teams
Deze teams degradeerden naar Tweede Klasse op het eind van het seizoen:
- Waterschei SV Thor
- KSC Eendracht Aalst

## Titelstrijd
RSC Anderlechtois werd kampioen met een ruime voorsprong van negen punten op uittredend kampioen Standard Club Liégeois en Antwerp FC.

## Europese strijd
Anderlechtois was als landskampioen geplaatst voor de Europacup voor Landskampioenen van het volgend seizoen. De Beker van België werd dit seizoen nog niet opnieuw gespeeld, zodat er nog geen Belgische club zich plaatste voor de Europese Beker voor Bekerwinnaars van volgend seizoen. Union Saint-Gilloise zou volgend seizoen wel deelnemen aan de Beker der Jaarbeurssteden.

## Degradatiestrijd
KSC Eendracht Aalst eindigde afgetekend als laatste op een degradatieplaats. Waterschei SV Thor eindigde met evenveel punten als RCS Brugeois. Waterschei had echter een match minder gewonnen, strandde zo op een voorlaatste plaats en moest ook degraderen.

## Eindstand
|   |    |                             | P  | W  | G  | V  | +  | -  | DS  | Ptn |
| - | -- | --------------------------- | -- | -- | -- | -- | -- | -- | --- | --- |
| K | 1  | RSC Anderlechtois           | 30 | 21 | 7  | 2  | 75 | 29 | 46  | 49  |
|   | 2  | R. Standard Club Liégeois   | 30 | 18 | 4  | 8  | 57 | 31 | 26  | 40  |
|   | 3  | R. Antwerp FC               | 30 | 15 | 10 | 5  | 67 | 43 | 24  | 40  |
|   | 4  | RFC Liégeois                | 30 | 13 | 10 | 7  | 34 | 24 | 10  | 36  |
|   | 5  | RFC Brugeois                | 30 | 13 | 9  | 8  | 41 | 34 | 7   | 35  |
|   | 6  | R. Daring Club de Bruxelles | 30 | 11 | 8  | 11 | 46 | 47 | -1  | 30  |
|   | 7  | ARA La Gantoise             | 30 | 11 | 7  | 12 | 41 | 48 | -7  | 29  |
|   | 8  | K. Sint-Truidense VV        | 30 | 9  | 9  | 12 | 50 | 45 | 5   | 27  |
|   | 9  | R. Beerschot AC             | 30 | 8  | 11 | 11 | 32 | 36 | -4  | 27  |
|   | 10 | Union Royale Saint-Gilloise | 30 | 10 | 6  | 14 | 36 | 39 | -3  | 26  |
|   | 11 | K. Lierse SK                | 30 | 10 | 6  | 14 | 49 | 58 | -9  | 26  |
|   | 12 | KFC Diest                   | 30 | 9  | 7  | 14 | 40 | 52 | -12 | 28  |
|   | 13 | R. OC de Charleroi          | 30 | 8  | 9  | 13 | 37 | 39 | -2  | 25  |
|   | 14 | RCS Brugeois                | 30 | 9  | 6  | 15 | 39 | 64 | -25 | 24  |
| D | 15 | K. Waterschei SV Thor       | 30 | 8  | 8  | 14 | 43 | 61 | -18 | 24  |
| D | 16 | KSC Eendracht Aalst         | 30 | 6  | 5  | 19 | 25 | 62 | -37 | 17  |

P: wedstrijden gespeeld, W: wedstrijden gewonnen, G: gelijke spelen, V: wedstrijden verloren, +: gescoorde doelpunten, -: doelpunten tegen, DS: doelsaldo, Ptn: totaal punten
K: kampioen, D: degradeert

## Topscorers
Jacques Stockman van landskampioen RSC Anderlechtois werd topschutter met 29 doelpunten.
1895/96 · 1896/97 · 1897/98 · 1898/99 · 1899/00 · 1900/01 · 1901/02 · 1902/03 · 1903/04 · 1904/05 · 1905/06 · 1906/07 · 1907/08 · 1908/09 · 1909/10 · 1910/11 · 1911/12 · 1912/13 · 1913/14 · 1914/15 · 1915/16 · 1916/17 · 1917/18 · 1918/19 · 
1919/20 · 1920/21 · 1921/22 · 1922/23 · 1923/24 · 1924/25 · 1925/26 · 1926/27 · 1927/28 · 1928/29 · 1929/30 · 1930/31 · 1931/32 · 1932/33 · 1933/34 · 1934/35 · 1935/36 · 1936/37 · 1937/38 · 1938/39 · 1939/40 · 1940/41 · 1941/42 · 1942/43 · 1943/44 · 1944/45 · 1945/46 · 1946/47 · 1947/48 · 1948/49 · 1949/50 · 1950/51 · 1951/52 · 1952/53 · 1953/54 · 1954/55 · 1955/56 · 1956/57 · 1957/58 · 1958/59 · 1959/60 · 1960/61 · 1961/62 · 1962/63 · 1963/64 · 1964/65 · 1965/66 · 1966/67 · 1967/68 · 1968/69 · 1969/70 · 1970/71 · 1971/72 · 1972/73 · 1973/74 · 1974/75 · 1975/76 · 1976/77 · 1977/78 · 1978/79 · 1979/80 · 1980/81 · 1981/82 · 1982/83 · 1983/84 · 1984/85 · 1985/86 · 1986/87 · 1987/88 · 1988/89 · 1989/90 · 1990/91 · 1991/92 · 1992/93 · 1993/94 · 1994/95 · 1995/96 · 1996/97 · 1997/98 · 1998/99 · 1999/00 · 2000/01 · 2001/02 · 2002/03 · 2003/04 · 2004/05 · 2005/06 · 2006/07 · 2007/08 · 2008/09 · 2009/10 · 2010/11 · 2011/12 · 2012/13 · 2013/14 · 2014/15 · 2015/16 · 2016/17 · 2017/18 · 2018/19 · 2019/20 · 2020/21· 2021/22 · 2022/23 · 2023/24 · 2024/25